# Diversidad sexual en Tayikistán
Las personas del colectivo LGBT+ en Tayikistán se enfrentan a ciertos desafíos legales y sociales no experimentados por otros residentes. Las relaciones sexuales consensuales entre personas del mismo sexo fueron despenalizadas en 1998, sin embargo, la diversidad sexual aun es un tema tabú en la sociedad tayika, la cual es mayormente conservadora, por lo tanto, aun persiste la violencia, la discriminación y la persecución de las personas LGBT+ en el país.

## Legislación y derechos

### Despenalización de la homosexualidad
Al independizarse de la URSS, el Código Penal de Tayikistán de 1998, suprimió las disposiciones anteriores que penalizaban las relaciones sexuales consensuales entre personas del mismo sexo. La edad de consentimiento sexual en Tayikistán es de 16 años, sin importar la orientación sexual.

### Reconocimiento de las parejas del mismo sexo
No existe ningún tipo de reconocimiento hacia las parejas formadas por personas del mismo sexo en forma de matrimonio o de unión civil en Tayikistán, por ende, el Estado tayiko tampoco reconoce a la familia homoparental. En Tayikistán no están prohibidas constitucionalmente las uniones civiles o el matrimonio entre personas del mismo sexo; sin embargo, es improbable que se apruebe un proyecto de ley en los próximos años que pueda permitir que las parejas del mismo sexo tengan el mismo derecho que las parejas heterosexuales a acceder a las uniones civiles o al matrimonio.

### Leyes y medidas antidiscriminación
Tayikistán, al igual que todos los países de Asia Central, no posee ningún tipo de legislación, norma, medida o artículo en el código penal que prohíba la discriminación por motivos de orientación sexual o identidad y expresión de género en áreas como en el acceso al empleo, la educación, los servicios de salud, el acceso a la justicia, la vivienda o el acceso a lugares y/o establecimientos tanto públicos o privados, entre otros.

### Leyes sobre crímenes de odio e incitación al odio
En la actualidad, el Código Penal tayiko no criminaliza de ninguna forma las amenazas, los crímenes de odio o la incitación al odio si estos fuesen motivados por la orientación sexual o la identidad y expresión de género, de igual forma, tampoco se criminaliza el discurso de odio.